# Lill-Oxsjöskogen
Lill-Oxsjöskogen este o arie protejată (sit de importanță comunitară — SCI) din Suedia întinsă pe o suprafață de 44,55 ha, integral pe uscat.

## Localizare
Centrul sitului Lill-Oxsjöskogen este situat la coordonatele 62°40′58″N 16°09′10″E / 62.682888°N 16.152895°E.

## Înființare
Situl Lill-Oxsjöskogen a fost declarat sit de importanță comunitară în septembrie 2021 pentru a proteja un număr necunoscut de specii din flora spontană și fauna sălbatică aflate în arealul zonei.

## Biodiversitate
Situată în ecoregiunea boreală, aria protejată conține 1 habitat natural: Taiga vestică.
La baza desemnării sitului se află un număr nedeclarat de specii protejate.